# باتاویا (آرکانزاس)
باتاویا (به انگلیسی: Batavia) یک منطقهٔ مسکونی در ایالات متحده آمریکا است که در شهرستان بونی، آرکانزاس واقع شده‌است. باتاویا ۴۵۹٫۰۳ متر بالاتر از سطح دریا واقع شده‌است.